# Trouble Is a Friend
Trouble Is a Friend è un singolo della cantante australiana Lenka, pubblicato nel 2009 ed estratto dall'album Lenka.

## Esibizioni dal vivo
Lenka si è esibita con il singolo il 3 maggio 2013 ad X Factor Indonesia.

## Tracce
1. Trouble Is a Friend (Spike Stent Remix) – 3:29